# Toranj Burana
Toranj Burana je veliki minaret u Čujskoj dolini u sjevernom Kirgistanu. Toranj se nalazi oko 80 km istočno od glavnog grada Biškeka, u blizini grada Tokmoka. Toranj, zajedno s nadgrobnim spomenicima, zemljanim iskopima, ostatcima dvorca i trima mauzolejima, čine ostatke starog grada Balasaguna, kojeg su osnovala karahanidska plemena krajem 9. stoljeća.
Stubište unutar tornja omogućuje posjetiteljima da se penju prema vrhu. Toranj je izvorno bio visok 45 metra. Međutim, tijekom stoljeća zbog brojnih potresa koji su izazvali oštećnja na strukturi visina se smanjila na 25 metara.  Posljednji veliki potres u 15. stoljeću uništio je gornju polovicu tornja.  U ranim 1900-im, ruski imigranti koriste cigle iz tornja za nove građevinske projekte. Projekt obnove je proveden tijekom 1970-tih, obnovljen je temelj i popravljenja zapadna strana tornja te je spriječeno daljnje urušavanje.

## Vanjske poveznice
- Toranj Burana u Kirgistanu  Arhivirana inačica izvorne stranice od 25. prosinca 2004. (Wayback Machine)